# Очер
Очер (рос. Очёр) — місто крайового значенняв у Росії, адміністративний центр Очерського муніципального району Пермського краю. Населення 15 тисяч жителів 2010.

## Історія та промисловість
Очер заснований у 1759 в зв'язку з будівництвом Очерського чавуноливарного заводу Строганових. У 1918 на базі цього заводу, а також інших підприємств був утворений Очерський машинобудівний завод. Окрім машзаводу промисловість міста складають ливарно-механічний завод, мале підприємство «Мебель», хлібокомбінат, молокозавод. В приміський зоні родовища гравію, торфу.

## Географія
Місто розташоване на річці Очер, притоці Ками, за 120 км на захід від Пермі, в 23 км від найближчої залізничної станції Верещагіно та в 30 км від пристані на річки Кама у селі Табори.

## Відомі люди
- Мотовилов Герман Петрович (1902 — 1974) — радянський державний діяч, міністр лісового господарства СРСР (1947 - 1948).
- Топоров Адріан Митрофанович (1891 —1984) — письменник, просвітник, педагог (1932 - 1936).
- Хрєнов Аркадій Федорович (1900 — 1987) — воєначальник, генерал-полковник інженерних військ, Герой Радянського Союзу.

## Примітка
1. ↑  Численность населения Российской Федерации по городам, поселкам городского типа и районам на 1 января 2010 года — Федеральна служба державної статистики РФ (рос.)